# 甘肃荚蒾
甘肃荚蒾（学名：Viburnum kansuense）是五福花科荚蒾属的植物，为中国的特有植物。分布在中国大陆的陕西、云南、甘肃、四川、西藏等地，生长于海拔2,400米至3,600米的地区，常生于冷杉林和杂木林中，目前尚未由人工引种栽培。

## 别名
甘肃琼花（中国树木分类学）